# Patterson (Arkansas)
Patterson è una città degli Stati Uniti d'America situata nello Stato dell'Arkansas, nella Contea di Woodruff.